# Futbolista Luxemburguès de l'Any
Futbolista luxemburguès de l'any a Luxemburg és un guardó atorgat al millor jugador de la lliga de primera divisió de Luxemburg. El premi l'atorga el diari més llegit diàriament a Luxemburg, ell d'Wort des de 1988.

## Palmarès
| Temporada | Guanyador            | Club                  |
| --------- | -------------------- | --------------------- |
| 1987–88   | Denis Scuto          | Jeunesse Esch         |
| 1988–89   | Jean-Marc Rigaud     | CA Spora Luxemburg    |
| 1989–90   | Carlo Weis           | FC Avenir Beggen      |
| 1990–91   | Marc Birsens         | Union Luxemburg       |
| 1991–92   | Claude Ganser        | Jeunesse Esch         |
| 1992–93   | Luc Holtz            | FC Etzella Ettelbruck |
| 1993–94   | Théo Scholten        | FC Avenir Beggen      |
| 1994–95   | Manuel Cardoni       | Jeunesse Esch         |
| 1995–96   | Manuel Cardoni       | Jeunesse Esch         |
| 1996–97   | Mikhail Zaritski     | FC Sporting Mertzig   |
| 1997–98   | Mikhail Zaritski     | FC Sporting Mertzig   |
| 1998–99   | Manuel Cardoni       | Jeunesse Esch         |
| 1999–00   | Manuel Cardoni       | Jeunesse Esch         |
| 2000–01   | Ahmed El Aouad       | CS Hobscheid          |
| 2001–02   | Frédéric Cicchirillo | F91 Dudelange         |
| 2002–03   | Ahmed El Aouad       | CS Grevenmacher       |
| 2003–04   | Laurent Pellegrino   | Jeunesse Esch         |
| 2004–05   | Stéphane Martine     | F91 Dudelange         |
| 2005–06   | Joris Di Gregorio    | F91 Dudelange         |
| 2006–07   | Joris Di Gregorio    | F91 Dudelange         |
| 2007–08   | Emmanuel Coquelet    | F91 Dudelange         |
| 2008-09   | Pierre Piskor        | FC Differdange 03     |
| 2009-10   | Daniel Huss          | CS Grevenmacher       |
| 2010–11   | Daniel da Mota       | F91 Dudelange         |
| 2011–12   | Aurélien Joachim     | F91 Dudelange         |
| 2012–13   | Stefano Bensi        | CS Fola Esch          |
| 2013–14   | Sanel Ibrahimović    | Jeunesse Esch         |